# Тищенко Віталій Григорович
Віталій Григорович Тищенко (28 липня 1957, Носівка, Чернігівська область, Українська РСР) — український легкоатлет, бігун на середні та довгі дистанції, бронзовий призер Чемпіонату Європи з легкої атлетики в приміщенні 1985 року (3000 метрів), учасник Олімпійських ігор 1980 року (1500 метрів), 5-разовий чемпіон та 3-разовий призер чемпіонатів СРСР (в тому числі в приміщенні) на дистанціях 1500, 3000 та 5000 метрів, діючий рекордсмен України в бігу на 1000 метрів (2.16,8; 1981) та естафеті 4х800 метрів (7.13,1; 1979; разом з Валерієм Лисковим, Сергієм Шаповаловим та Анатолієм Решетняком), екс-рекордсмен Української РСР (України) в бігу на 1000 та 3000 метрів в приміщенні, а також в бігу на 1500, 2000 та 3000 метрів.
Легкою атлетикою почав займатись в 1976 році під керівництвом Миколи Оксентійовича Немирича. Був членом збірної СРСР впродовж 11 років (1978—1988). З 1980 року тренувався під керівництвом Івана Федоровича Леоненка.
З початку кар'єри та до початку 1981 року (включно) на змаганнях представляв місто Ніжин та спортивне товариство «Буревісник». З середини сезону 1981 року та до завершення кар'єри у 1988 році представляв місто Київ та спортивне товариство Збройних Сил.
Норматив майстра спорту виконав у 1978 році на дистанції 1500 метрів на міжнародних змаганнях на призи газети «Правда» в Тбілісі (3.41,3). Норматив майстра спорту міжнародного класу виконав у 1980 році на дистанції 1500 метрів на матчевій зустрічі легкоатлетів УРСР, РРФСР, Москви та Ленінграду в Сочі (3.35,8).
Закінчив філологічний факультет Ніжинського державного педагогічного інституту імені М. В. Гоголя.

## Найкращі результати за роками
|                       | 1977   | 1978   | 1979   | 1980   | 1981    | 1982    | 1983    | 1984     | 1985     | 1986     | 1987     | 1988     |
| --------------------- | ------ | ------ | ------ | ------ | ------- | ------- | ------- | -------- | -------- | -------- | -------- | -------- |
| в приміщенні          |        |        |        |        |         |         |         |          |          |          |          |          |
| 800 м                 |        |        |        |        |         |         | 1.51,7  | 1.51,2   |          |          |          |          |
| 1000 м                |        |        |        |        |         |         |         |          | 2.22,13  | 2.21,74  |          |          |
| 1500 м                |        |        | 3.49,9 |        | 3.47,8  |         | 3.47,8  | 3.45,36  | 3.45,98  | 3.43,92  |          |          |
| 2000 м                |        |        |        |        |         |         | 5.14,53 |          |          |          |          |          |
| 3000 м                |        |        |        |        |         |         |         | 7.54,91  | 7.55,38  | 7.56,15  |          |          |
| на відкритому повітрі |        |        |        |        |         |         |         |          |          |          |          |          |
| 800 м                 |        |        |        | 1.49,4 | 1.47,9  | 1.49,27 |         |          |          |          | 1.48,7   |          |
| 1000 м                |        |        |        |        | 2.16,8  |         |         |          |          |          |          |          |
| 1500 м                | 4.06,2 | 3.41,3 | 3.38,5 | 3.35,8 | 3.37,80 | 3.37,87 | 3.39,2  | 3.36,91  | 3.42,06  | 3.41,58  | 3.40,72  | 3.44,05  |
| 1 миля                |        |        |        |        |         |         | 4.06,38 |          |          |          |          |          |
| 2000 м                |        |        |        | 5.05,6 |         |         |         |          |          |          |          |          |
| 3000 м                |        |        |        |        |         |         | 7.58,22 | 7.52,45  | 7.49,80  |          |          |          |
| 5000 м                |        |        |        |        | 13.43,5 |         |         | 13.47,47 | 13.42,49 | 13.38,29 | 13.40,23 | 13.41,42 |

## Виступи

### 1977
| Дата                  | Дистанція | Змагання | Місто | Стадія | Місце | Результат | Примітки |
| --------------------- | --------- | -------- | ----- | ------ | ----- | --------- | -------- |
| в приміщенні          |           |          |       |        |       |           |          |
|                       |           |          |       |        |       |           |          |
| на відкритому повітрі |           |          |       |        |       |           |          |
|                       | 1500 м    |          |       |        |       | 4.06,2    |          |

### 1978
| Дата                  | Дистанція | Змагання                                     | Місто        | Стадія           | Місце | Результат | Примітки |
| --------------------- | --------- | -------------------------------------------- | ------------ | ---------------- | ----- | --------- | -------- |
| в приміщенні          |           |                                              |              |                  |       |           |          |
|                       |           |                                              |              |                  |       |           |          |
| на відкритому повітрі |           |                                              |              |                  |       |           |          |
| 16.06.1978            | 1500 м    | Міжнародні змагання на призи газети «Правда» | Тбілісі СРСР |                  |       | 3.43,4    |          |
|                       | 1500 м    | Міжнародні змагання на призи газети «Правда» | Тбілісі СРСР | додатковий забіг | 1     | 3.41,3    |          |
|                       | 1500 м    | Чемпіонат УРСР                               |              | фінал            | 1     | 3.47,5    |          |

### 1979
| Дата                  | Дистанція | Змагання                    | Місто       | Стадія   | Місце | Результат | Примітки    |
| --------------------- | --------- | --------------------------- | ----------- | -------- | ----- | --------- | ----------- |
| в приміщенні          |           |                             |             |          |       |           |             |
| 10-12.02.1979         | 1500 м    | Чемпіонат СРСР в приміщенні | Мінськ СРСР | фінал    | 7     | 3.49,9    |             |
| на відкритому повітрі |           |                             |             |          |       |           |             |
| 09.06.1979            | 1500 м    | Міжнародні змагання         | Сочі СРСР   | фінал    | 8     | 3.38,5    |             |
| 11-12.08.1979         | 1500 м    | Меморіал братів Знаменських | Каунас СРСР | фінал    | 4     | 3.42,8    |             |
|                       | 1500 м    | Спартакіада народів СРСР    | Москва СРСР | забіг    |       | 3.45,8    |             |
|                       | 1500 м    | Спартакіада народів СРСР    | Москва СРСР | півфінал |       | 3.42,1    |             |
|                       | 1500 м    | Спартакіада народів СРСР    | Москва СРСР | фінал    | 10    | 3.42,8    |             |
| 25.07.1979            | 4х800 м   | Спартакіада народів СРСР    | Москва СРСР | фінал    | 3     | 7.13,1    | рекорд УРСР |

### 1980
| Дата                  | Дистанція | Змагання                                    | Місто        | Стадія     | Місце | Результат | Примітки    |
| --------------------- | --------- | ------------------------------------------- | ------------ | ---------- | ----- | --------- | ----------- |
| в приміщенні          |           |                                             |              |            |       |           |             |
|                       |           |                                             |              |            |       |           |             |
| на відкритому повітрі |           |                                             |              |            |       |           |             |
| 06.05.1980            | 2000 м    |                                             | Кишинів СРСР | фінал      | 3     | 5.05,6    | рекорд УРСР |
| 23.05.1980            | 1500 м    | Матчева зустріч УРСР-РРФСР-Москва-Ленінград | Сочі СРСР    | фінал      | 2     | 3.35,8    | рекорд УРСР |
| 04-06.07.1980         | 1500 м    | Меморіал братів Знаменських                 | Москва СРСР  | фінал      | 3     | 3.39,5    |             |
| 12.07.1980            | 800 м     | Відкритий чемпіонат Москви                  | Москва СРСР  | фінал      | 4     | 1.49,4    |             |
| 30.07.1980            | 1500 м    | Олімпійські ігри                            | Москва СРСР  | забіг 2    | 2     | 3.44,39   |             |
| 31.07.1980            | 1500 м    | Олімпійські ігри                            | Москва СРСР  | півфінал 2 | 7     | 3.41,42   |             |

### 1981
| Дата                  | Дистанція | Змагання                                    | Місто          | Стадія | Місце | Результат | Примітки    |
| --------------------- | --------- | ------------------------------------------- | -------------- | ------ | ----- | --------- | ----------- |
| в приміщенні          |           |                                             |                |        |       |           |             |
| 29-30.01.1981         | 1500 м    | Кубок СРСР в приміщенні                     | Каунас СРСР    | фінал  | 1     | 3.49,0    |             |
| 10-12.02.1981         | 1500 м    | Чемпіонат СРСР в приміщенні                 | Мінськ СРСР    | фінал  | 5     | 3.47,8    |             |
| на відкритому повітрі |           |                                             |                |        |       |           |             |
| 23-24.05.1981         | 1500 м    | Матчева зустріч СРСР-Іспанія-Італія-Греція  | Рим Італія     | фінал  | 5     | 3.42,86   |             |
| 30-31.05.1981         | 1500 м    | Матчева зустріч УРСР-РРФСР-Москва-Ленінград | Сочі СРСР      | фінал  | 2     | 3.42,1    |             |
| 11.06.1981            | 800 м     |                                             | Київ СРСР      | фінал  | 1     | 1.47,9    |             |
| 11.06.1981            | 1000 м    |                                             | Київ СРСР      | фінал  | 3     | 2.16,8    | рекорд УРСР |
| 10-11.07.1981         | 1500 м    | Матчева зустріч СРСР-США                    | Ленінград СРСР | фінал  | 3     | 3.39,91   |             |
| 26.07.1981            | 1500 м    | Меморіал братів Знаменських                 | Ленінград СРСР | фінал  | 3     | 3.37,80   |             |
| 06-07.08.1981         | 1500 м    | Міжнародні змагання                         | Москва СРСР    | фінал  | 4     | 3.40,42   |             |
| 26-27.08.1981         | 800 м     | Кубок СРСР                                  | Київ СРСР      | фінал  | 2     | 1.49,49   |             |
| 02.09.1981            | 5000 м    |                                             | Київ СРСР      |        |       | 13.43,5   |             |
| 16-19.09.1981         | 1500 м    | Чемпіонат СРСР                              | Москва СРСР    | фінал  | 1     | 3.48,58   |             |
| 01.10.1981            | 800 м     |                                             | Київ СРСР      |        |       | 1.48,8    |             |

### 1982
| Дата                  | Дистанція | Змагання                                             | Місто            | Стадія  | Місце | Результат | Примітки |
| --------------------- | --------- | ---------------------------------------------------- | ---------------- | ------- | ----- | --------- | -------- |
| в приміщенні          |           |                                                      |                  |         |       |           |          |
|                       |           |                                                      |                  |         |       |           |          |
| на відкритому повітрі |           |                                                      |                  |         |       |           |          |
| 5-6.06.1982           | 800 м     | Міжнародні змагання на призи газети «Народна младеж» | Софія Болгарія   | фінал   | 2     | 1.49,27   |          |
| 11-12.06.1982         | 1500 м    | Меморіал братів Знаменських                          | Москва СРСР      | фінал   | 2     | 3.43,87   |          |
| 25-26.06.1982         | 1500 м    | Матчева зустріч СРСР-НДР                             | Котбус НДР       | фінал   | 2     | 3.43,84   |          |
| 2-3.07.1982           | 1500 м    | Матчева зустріч СРСР-США                             | Індіанаполіс США | фінал   | 2     | 3.50,92   |          |
| 27.07.1982            | 1500 м    | Чемпіонат СРСР                                       | Київ СРСР        | фінал   | 2     | 3.37,87   |          |
| 09.09.1982            | 1500 м    | Чемпіонат Європи                                     | Афіни Греція     | забіг 3 | 2     | 3.38,45   |          |
| 11.09.1982            | 1500 м    | Чемпіонат Європи                                     | Афіни Греція     | фінал   | 5     | 3.38,15   |          |

### 1983
| Дата                  | Дистанція | Змагання                                       | Місто                     | Стадія | Місце | Результат | Примітки |
| --------------------- | --------- | ---------------------------------------------- | ------------------------- | ------ | ----- | --------- | -------- |
| в приміщенні          |           |                                                |                           |        |       |           |          |
| 12.02.1983            | 2000 м    | Кубок СРСР в приміщенні                        | Москва СРСР               | фінал  | 5     | 5.14,53   |          |
| 20.02.1983            | 1500 м    | Чемпіонат СРСР в приміщенні                    | Москва СРСР               | фінал  | 11    | 3.47,8    |          |
| 27.02.1983            | 800 м     |                                                | Москва СРСР               | фінал  | 7     | 1.51,7    |          |
| на відкритому повітрі |           |                                                |                           |        |       |           |          |
| 04.06.1983            | 1 миля    | Матчева зустріч СРСР-Велика Британія           | Бірмінгем Велика Британія | фінал  | 5     | 4.06,38   |          |
| 11.06.1983            | 3000 м    | Меморіал братів Знаменських                    | Москва СРСР               | фінал  | 2     | 7.58,22   |          |
|                       | 1500 м    | Спартакіада народів СРСР                       | Москва СРСР               | забіг  |       | 3.44,53   |          |
| 22.06.1983            | 1500 м    | Спартакіада народів СРСР                       | Москва СРСР               | фінал  | 4     | 3.41,86   |          |
| 08.07.1983            | 1500 м    |                                                | Ленінград СРСР            | фінал  | 2     | 3.39,2    |          |
| 26.07.1983            | 1500 м    | «День спринтера, бігуна, стрибуна, метальника» | Ленінград СРСР            | фінал  | 3     | 3.39,7    |          |

### 1984
| Дата                  | Дистанція | Змагання                                       | Місто        | Стадія | Місце | Результат | Примітки                          |
| --------------------- | --------- | ---------------------------------------------- | ------------ | ------ | ----- | --------- | --------------------------------- |
| в приміщенні          |           |                                                |              |        |       |           |                                   |
| 01.02.1984            | 3000 м    | Матчева зустріч СРСР-Італія-Іспанія            | Мілан Італія | фінал  | 2     | 7.59,24   |                                   |
| 04.02.1984            | 800 м     |                                                | Київ СРСР    | фінал  | 2     | 1.51,2    |                                   |
| 17.02.1984            | 1500 м    | Чемпіонат СРСР в приміщенні                    | Москва СРСР  | фінал  | 7     | 3.45,36   |                                   |
| 19.02.1984            | 3000 м    | Чемпіонат СРСР в приміщенні                    | Москва СРСР  | фінал  | 3     | 7.54,91   | вище досягнення УРСР в приміщенні |
| на відкритому повітрі |           |                                                |              |        |       |           |                                   |
| 26.05.1984            | 1500 м    | Загальносоюзні особисті змагання               | Сочі СРСР    | фінал  | 2     | 3.36,91   |                                   |
| 09.06.1984            | 3000 м    | Меморіал братів Знаменських                    | Сочі СРСР    | фінал  | 2     | 7.52,45   |                                   |
| 18-19.07.1984         | 1500 м    | «День спринтера, бігуна, стрибуна, метальника» | Москва СРСР  | фінал  | 2     | 3.42,94   |                                   |
| 07.09.1984            | 1500 м    | Чемпіонат СРСР                                 | Донецьк СРСР | фінал  | 2     | 3.40,98   |                                   |
| 09.09.1984            | 5000 м    | Чемпіонат СРСР                                 | Донецьк СРСР | фінал  | 1     | 13.47,47  |                                   |

### 1985
| Дата                  | Дистанція | Змагання                            | Місто             | Стадія  | Місце | Результат | Примітки                          |
| --------------------- | --------- | ----------------------------------- | ----------------- | ------- | ----- | --------- | --------------------------------- |
| в приміщенні          |           |                                     |                   |         |       |           |                                   |
| 03.02.1985            | 3000 м    | Матчева зустріч СРСР-Італія-Іспанія | Турин Італія      | фінал   | 2     | 8.03,17   |                                   |
| 08-09.02.1985         | 1000 м    | Кубок СРСР в приміщенні             | Москва СРСР       |         |       | 2.22,13   | вище досягнення УРСР в приміщенні |
| 08-09.02.1985         | 3000 м    | Кубок СРСР в приміщенні             | Москва СРСР       |         |       | 7.55,38   |                                   |
|                       | 1500 м    | Чемпіонат СРСР в приміщенні         | Кишинів СРСР      | фінал   | 3     | 3.45,98   |                                   |
| 17.02.1985            | 3000 м    | Чемпіонат СРСР в приміщенні         | Кишинів СРСР      | фінал   | 1     | 7.57,29   |                                   |
| 02.03.1985            | 3000 м    | Чемпіонат Європи в приміщенні       | Афіни Греція      | забіг 2 | 2     | 7.58,16   |                                   |
| 03.03.1985            | 3000 м    | Чемпіонат Європи в приміщенні       | Афіни Греція      | фінал   | 3     | 8.10,91   |                                   |
| на відкритому повітрі |           |                                     |                   |         |       |           |                                   |
| 08-09.06.1985         | 1500 м    | Меморіал братів Знаменських         | Москва СРСР       | фінал   | 5     | 3.42,55   |                                   |
| 10.07.1985            | 3000 м    | Athletissima                        | Лозанна Швейцарія | фінал   | 4     | 7.49,80   | рекорд УРСР                       |
| 01.08.1985            | 1500 м    | Чемпіонат СРСР                      | Ленінград СРСР    |         |       | 3.42,06   |                                   |
| 04.08.1985            | 5000 м    | Чемпіонат СРСР                      | Ленінград СРСР    | фінал   | 5     | 13.42,49  |                                   |

### 1986
| Дата                  | Дистанція | Змагання                              | Місто                         | Стадія | Місце | Результат | Примітки                          |
| --------------------- | --------- | ------------------------------------- | ----------------------------- | ------ | ----- | --------- | --------------------------------- |
| в приміщенні          |           |                                       |                               |        |       |           |                                   |
| 01.02.1986            | 1000 м    | Кубок СРСР                            | Москва СРСР                   | фінал  | 6     | 2.21,74   | вище досягнення УРСР в приміщенні |
| 06.02.1986            | 1500 м    | Чемпіонат СРСР                        | Москва СРСР                   | фінал  | 4     | 3.43,92   |                                   |
| 08.02.1986            | 3000 м    | Чемпіонат СРСР                        | Москва СРСР                   | фінал  | 4     | 7.56,15   |                                   |
| 12.02.1986            | 3000 м    | Матчева зустріч СРСР-Італія-Югославія | Турин Італія                  | фінал  | 1     | 8.01,62   |                                   |
| 25.02.1986            | 3000 м    | Матчева зустріч СРСР-Велика Британія  | Вулвергемптон Велика Британія | фінал  | 3     | 8.00,09   |                                   |
| на відкритому повітрі |           |                                       |                               |        |       |           |                                   |
| 23-25.05.1986         | 1500 м    | Загальносоюзні змагання               | Сочі СРСР                     | забіг  |       | 3.41,67   |                                   |
| 23-25.05.1986         | 1500 м    | Загальносоюзні змагання               | Сочі СРСР                     | фінал  | 2     | 3.43,90   |                                   |
| 07.06.1986            | 5000 м    | Меморіал братів Знаменських           | Ленінград СРСР                | фінал  | 2     | 13.38,29  |                                   |
| 21-22.06.1986         | 5000 м    | Матчева зустріч СРСР-НДР              | Таллінн СРСР                  | фінал  | 2     | 13.55,08  |                                   |
| 15.07.1986            | 1500 м    | Чемпіонат СРСР                        | Київ СРСР                     | забіг  |       | 3.41,58   |                                   |

### 1987
| Дата                  | Дистанція | Змагання       | Місто        | Стадія | Місце | Результат | Примітки |
| --------------------- | --------- | -------------- | ------------ | ------ | ----- | --------- | -------- |
| в приміщенні          |           |                |              |        |       |           |          |
|                       |           |                |              |        |       |           |          |
| на відкритому повітрі |           |                |              |        |       |           |          |
| 03.06.1987            | 800 м     |                | Київ СРСР    | фінал  | 1     | 1.48,7    |          |
| 17.07.1987            | 1500 м    | Чемпіонат СРСР | Брянськ СРСР | фінал  | 4     | 3.40,72   |          |
| 18.07.1987            | 5000 м    | Чемпіонат СРСР | Брянськ СРСР | фінал  | 1     | 13.40,23  |          |

### 1988
| Дата                  | Дистанція | Змагання                              | Місто     | Стадія | Місце | Результат | Примітки |
| --------------------- | --------- | ------------------------------------- | --------- | ------ | ----- | --------- | -------- |
| в приміщенні          |           |                                       |           |        |       |           |          |
|                       |           |                                       |           |        |       |           |          |
| на відкритому повітрі |           |                                       |           |        |       |           |          |
| 31.05-01.06.1988      | 1500 м    | Кубок сезону на призи газети «Правда» | Сочі СРСР | фінал  | 4     | 3.44,05   |          |
| 02.08.1988            | 5000 м    | Чемпіонат СРСР                        | Київ СРСР | фінал  | 1     | 13.41,42  |          |